# Yūki Kawauchi
Yūki Kawauchi (jap. 川内 優輝, Kawauchi Yūki; * 5. März 1987 in Setagaya-ku, Präfektur Tokio) ist ein japanischer Langstreckenläufer, der sich auf die Marathondistanz spezialisiert hat.
Anfang 2011 erlangte er Bekanntheit in Japan, als er sich beim Tokio-Marathon in 2:08:37 Stunden als Dritter der Gesamtwertung und bester Japaner für die Teilnahme an den Leichtathletik-Weltmeisterschaften in Daegu qualifizierte. Besondere mediale Aufmerksamkeit wurde ihm zuteil, weil er – anders als andere japanische Läufer seines Leistungsniveaus – in Vollzeit arbeitete. Üblicherweise sind Spitzenläufer in Japan als Profis bei Firmenmannschaften angestellt. Obwohl Kawauchi durch seine Berufstätigkeit bedingt nur ein wöchentliches Trainingspensum von 150 Kilometern und damit deutlich weniger als die Firmenläufer erreicht, lief er in Tokio die schnellste Marathonzeit eines Japaners seit 2008. Den geringen Trainingsumfang kompensiert er allerdings durch eine vergleichsweise extrem hohe Anzahl an Wettkampfteilnahmen. Zwischen November 2009 und Mai 2014 bestritt er 35 Marathonläufe, davon 34 unter 2:20 Stunden und sieben unter 2:10 Stunden. Kawauchi verzichtet bewusst auf einen Trainer und Sponsoren.

## Karriere
Kawauchi begann mit dem Laufsport in seiner frühen Schulzeit. Verletzungsbedingt konnte er sein volles Potential jedoch lange nicht ausschöpfen, so besuchte er auch keine für ihr Leichtathletikteam bekannte Universität. Stattdessen begann er ein Studium an der Gakushūin-Universität, an der es ihm mit dem Training des dortigen Leichtathletikteams gelang, seine Verletzungsprobleme in den Griff zu bekommen. 2006 qualifizierte er sich als erster Läufer in der Universitätsgeschichte für den prestigeträchtigen Hakone Ekiden, als Mitglied des Auswahlteams gelang ihm Anfang 2007 die sechstbeste Zeit auf der sechsten Etappe. Zwei Jahre später gelang ihm erneut die Qualifikation, auf demselben Abschnitt eingesetzt wurde er diesmal Dritter. Noch als Student lief er im Februar 2009 seinen ersten Marathon, den Beppu-Ōita-Marathon beendete er in 2:19:26 Stunden. Diese Zeit verbesserte er im Folgemonat beim Tokio-Marathon auf 2:18:18 Stunden. Nach seinem Universitätsabschluss blieben ihm lukrative Angebote von Firmenmannschaften versagt, und er begann 2009 in der Folge, als Büroangestellter in einer Abendschule in Kasukabe zu arbeiten. Dem Laufsport blieb er jedoch weiterhin treu.
Im November 2009 gewann Kawauchi den Guam-Halbmarathon in der Streckenrekordzeit von 1:09:12 Stunden. Einen Monat später belegte Kawauchi beim Fukuoka-Marathon in einer Zeit von 2:17:33 Stunden den 13. Platz. Im folgenden Jahr wurde er beim Tokio-Marathon in 2:12:36 Stunden Vierter. Anfang Februar 2011 erreichte er beim Kagawa-Marugame-Halbmarathon in 1:02:40 Stunden den neunten Platz. Nur drei Wochen später erzielte er beim Tokio-Marathon das bis dato bedeutendste Resultat seiner Karriere. In dem Rennen, das der Äthiopier Hailu Mekonnen in 2:07:35 Stunden vor dem Kenianer Paul Biwott (2:08:17 Stunden) gewann, sicherte sich Kawauchi vor allem durch eine starke Schlussphase auf den letzten Kilometern den dritten Platz und damit die Qualifikation für die Leichtathletik-Weltmeisterschaften. Seine persönliche Bestleistung verbesserte er dabei um fast vier Minuten auf 2:08:37 Stunden.
Als Kawauchi am Tag nach dem Marathon wieder wie gewohnt zur Arbeit in Kasukabe erschien, wurde er vom großen Medieninteresse überrascht. In seinen Pausen bemühte er sich, die zahlreichen eingehenden Interviewanfragen zu bedienen. Der japanische Leichtathletikverband JAAF bot ihm seine Unterstützung an und nahm ihn in den nationalen B-Kader auf, was ihm eine jährliche Förderung in Höhe von 1,5 Mio. Yen (ca. 13.000 Euro) garantierte. Zugleich wurde aus Verbandskreisen Kritik an den japanischen Laufprofis laut, die trotz vermeintlich besserer Trainingsbedingungen Kawauchis Leistungen zuletzt nicht übertreffen konnten.
In seiner Vorbereitung auf die Leichtathletik-Weltmeisterschaften bestritt Kawauchi zahlreiche Trainingsrennen, darunter mehrere 5000-Meter-Läufe auf der Bahn. Im Mai lief er beim Gifu-Seiryū-Halbmarathon die ersten zehn Kilometer mit der Aussicht auf eine neue Bestleistung in der Führungsgruppe, bevor er nach einem Zusammenstoß mit einem anderen Läufer zu Fall kam. Er beendete den Wettkampf schließlich in 1:04:44 Stunden auf dem 13. Platz. Im Juni wurde er erneut seinem Ruf gerecht, sich im Wettkampf stets körperlich völlig zu verausgaben. Bei einem 50-Kilometer-Rennen in Okinoshima führte er lange Zeit, bevor er weniger als einen Kilometer vor dem Ziel bewusstlos zusammenbrach. Infolge der hohen Temperaturen am Veranstaltungstag hatte er einen Hitzschlag erlitten. Er erholte sich schnell wieder und bereitete sich auf seine geplante Teilnahme am Sapporo-Halbmarathon zwei Wochen später vor. Als Nachwirkung seines Zusammenbruchs erreichte er dort jedoch nur einen enttäuschenden 63. Platz. Seine Vorbereitung auf die Weltmeisterschaften schloss er Ende Juli mit einem vierten Platz beim Shibetsu-Halbmarathon und einem Sieg beim 30-Kilometer-Straßenlauf in Kushiro ab.
Das Marathonrennen bei den Weltmeisterschaften in Daegu ging Kawauchi gewohnt offensiv an. Nach den ersten 5 Kilometern lag er an der Spitze des Feldes, verlor jedoch bald den Anschluss. Bis zur Hälfte des Rennens war er auf den 31. Platz zurückgefallen und hatte rund eine Minute Rückstand auf die Führenden. Bis zum Ziel wuchs sein Rückstand auf den Sieger Abel Kirui aus Kenia auf über acht Minuten an. Dennoch konnte sich Kawauchi bis auf den 18. Platz in 2:16:11 Stunden vorarbeiten. Zusammen mit Hiroyuki Horibata (Platz 7, 2:11:52 Stunden) und Kentarō Nakamoto (Platz 10, 2:13:10) führte er damit die japanische Mannschaft auf den zweiten Platz der Weltcup-Wertung hinter Kenia.
Kurze Zeit nach den Weltmeisterschaften lief Kawauchi zwei weitere Marathon-Rennen. Beim Osaka-Marathon Ende Oktober belegte er in 2:14:31 Stunden den vierten Platz, beim Fukuoka-Marathon Anfang Dezember wurde er in 2:09:57 Stunden Dritter. Nur zwei Wochen später startete er beim Hofu-Marathon und wurde dort in 2:12:33 Stunden Zweiter hinter dem Mongolen Bat-Otschiryn Ser-Od.
Anfang 2012 trat Kawauchi beim Tokio-Marathon an, um seine Bestleistung zu steigern und sich mit einem starken Ergebnis die Nominierung für die Olympischen Spiele in London zu sichern. Mit dem 14. Platz in 2:12:51 Stunden verpasste er sein Ziel allerdings deutlich und wurde nicht für die japanische Olympiamannschaft berücksichtigt. Im weiteren Verlauf des Jahres gewann er unter anderem den Kasumigara-Marathon (2:22:38 Stunden), den Hokkaidō-Marathon (2:18:38 Stunden), den Sydney-Marathon (2:11:52 Stunden) und den Chiba-Marathon (2:17:48 Stunden). Bei den Halbmarathon-Weltmeisterschaften in Kawarna belegte er den 21. Platz.
2013 nahm Kawauchi an elf Marathonrennen teil. Im Januar gewann er den Luxor-Marathon in Streckenrekordzeit von 2:12:24 Stunden. Bei seinem Sieg Beppu-Ōita-Marathon erzielte er ebenfalls einen Streckenrekord und steigerte seine persönliche Bestleistung auf 2:08:15 Stunden. Eine weitere Verbesserung um eine Sekunde auf 2:08:14 Stunden brachte ihn beim Seoul International Marathon den vierten Platz ein. Beim Nagano-Marathon reichten ihm eine Zeit von 2:14:27 Stunden zum Sieg. Den Chitose-Marathon gewann er in 2:18:29 Stunden. Beim Gold-Coast-Marathon in Australien stellte er mit 2:10:01 Stunden den Streckenrekord des Kenianers Nicholas Manza Kamakya ein. Die Weltmeisterschaften in Daegu verliefen für ihn mit dem 18. Platz in 2:15:35 Stunden dagegen eher enttäuschend. Beim Melbourne-Marathon wurde er in 2:11:40 Stunden Zweiter, beim New-York-City-Marathon in 2:12:29 Stunden Elfter. In Fukuoka belegte er in 2:09:05 Stunden den dritten Rang. Zwei Wochen nach Fukuoka lief er in Hofu in 2:09:15 Stunden auf den zweiten Platz und wurde damit der erste Läufer auf Marathondistanz, der binnen 14 Tagen zweimal die 2:10-Stunden-Marke unterboten hat.
2014 siegte Kawauchi beim Kumamoto-Marathon (2:10:14 Stunden, Streckenrekord), wurde Vierter beim Biwa-See-Marathon und gewann den Sakura-Marathon (2:13:02 Stunden, Streckenrekord) sowie den Tokushima-Marathon (2:15:25 Stunden, Streckenrekord). Beim Hamburg-Marathon wurde er in 2:09:36 Stunden Neunter. Damit lief er zum siebten Mal einen Marathon in unter 2:10 Stunden und löste Toshinari Takaoka als japanischen Rekordhalter in dieser Statistik ab.
Nachdem er 2015 bei keinem seiner Marathonauftritte unter 2:10 Stunden geblieben war, lief es 2016 diesbezüglich wieder besser für Kawauchi. Seine Jahresbestleistungen erzielte er als Zweiter beim Gold-Coast-Marathon in 2:09:01 Stunden und als Dritter beim Fukuoka-Marathon in 2:09:11 Stunden. 2017 vertrat er sein Land bei den Weltmeisterschaften in London und wurde als bester Japaner Neunter.
Am 1. Januar 2018 blieb Kawauchi beim Marshfield Marathon bei Minusgraden sowie alleine vorneweg laufend zum 76. Mal unter 2:20 Stunden, womit er die alte Bestmarke des Amerikaners Doug Kurtis übertraf. Für diese Leistung bekam er ein Certificate von Guinness World Records.
Am 16. April lief Kawauchi den Boston-Marathon. Bei Temperaturen knapp über dem Gefrierpunkt und regnerischen sowie windigen Verhältnissen sorgte er beim kältesten Boston-Marathon seit 30 Jahren früh für ein vergleichsweise hohes Tempo. Auch als der Kenianer Geoffrey Kirui sich im Rennverlauf vom Feld absetzte, konnte Kawauchi im Gegensatz zu vielen der später aussteigenden Favoriten wie Galen Rupp, Tamirat Tola oder Lelisa Desisa eine gute Platzierung halten und löste sich zunächst von einer Dreiergruppe, die bis dahin um Platz 2 kämpfte. Gegen Rennende schwächelte allerdings auch Titelverteidiger Kirui, der zwischenzeitlich mit 1:30 Minuten Vorsprung geführt hatte, und wurde auf den letzten zwei Kilometern von Kawauchi überholt. Dieser konnte sein Tempo halten und wurde schließlich in 2:15:58 Stunden mit über zwei Minuten Vorsprung vor Kirui der erste japanische Boston-Sieger seit 31 Jahren. Infolge seines Sieges in Boston gab Kawauchi bekannt, nun eine Karriere als Profi-Läufer anzustreben.
Am 2. Juni wurde er Vierter beim Stockholm-Marathon.
Beim Vancouver Marathon 2019 kam er als Sieger ins Ziel. Dies war sein bereits fünfter Marathon 2019.

## Bestleistungen
- 1500 m: 3:50,51 min, 22. September 2012, Yokohama
- 5000 m: 13:58,62 min, 23. September 2012, Yokohama
- 10.000 m: 29:02,33 min, 20. Juni 2010, Shibetsu
- Halbmarathon: 1:02:18 h, 5. Februar 2012, Marugame
- Marathon: 2:07:27 h, 28. Februar 2021, Ōtsu